# Kumran
Kumran, Qumrān (hebr. ‏חירבת קומראן‎ Chirbet Kumran, arab. ‏خربة قمران‎ Chirbat Kumran) − ruiny starożytnej osady położonej w odległości 1 km na północny zachód od brzegu Morza Martwego, na pustyni Judzkiej, na Zachodnim Brzegu Jordanu.

## Historia
Osada była zamieszkiwana przez wiele stuleci. Między innymi na podstawie znalezionych podczas wykopalisk archeologicznych monet oraz ceramiki, naukowcy wyodrębnili kilka faz osadnictwa. Pierwsza faza to VIII i VII w. p.n.e., kiedy najprawdopodobniej znajdowało się tutaj tzw. „Miasto Soli” wspomniane w Biblii (Joz 15,62). Kolejna faza osadnictwa, rozpoczęła się ok. połowy II w. p.n.e. Wybudowano wtedy liczne budynki o charakterze gospodarczym (warsztaty, spichlerze, cysterny), jak również budynki mieszkalne oraz dużą budowlę z dziedzińcem i wieżą, w której mieściło się skryptorium. Około roku 31 roku p.n.e. w wyniku katastrofy – trzęsienia ziemi i pożaru – jakie nawiedziły osiedle, na pewien czas (do około 4 roku p.n.e.) wyludniło się ono. Po 4 roku p.n.e. mieszkańcy odbudowali osiedle i pozostawali w nim do 68 roku n.e., tj. do czasu wkroczenia Rzymian podczas powstania antyrzymskiego w Judei. W okresie tym Kumran zamieszkiwało od 150 do 200 osób.
Między 70 a około 132 rokiem n.e. w Kumran przez pewien czas stacjonowali żołnierze rzymscy.
Większość uczonych skłania się do poglądu, że w okresie od połowy II wieku p.n.e. do 68 roku n.e. Kumran było siedzibą esseńczyków lub jakiegoś ich odłamu.

## Zwoje z Kumran
W okolicznych jaskiniach w latach 1947–1956 znaleziono ponad 900 rękopisów z tego okresu, zwanych od nazwy osady rękopisami z Qumran. Inicjatorem badania i publikowania zwojów był francuski archeolog i biblista, dominikanin Roland de Vaux. Jednym ze współpracowników był Polak Józef Milik.
Badaniem zagadnień związanych z tekstami z Kumran zajmuje się interdyscyplinarna dziedzina zwana qumranologią.

## Nadzieje mesjańskie
Reguły wspólnoty Kumran zdają się przewidywać epokę mesjańską. Miał ją zaprowadzić prorok, zwany Mistrzem sprawiedliwości oraz Mesjasz Aaronowy i Izraela. Mówią o tym znaleziona w 1 grocie Qumran (1Q) Reguła wspólnoty /Serek hayyahad/ (1QS 9,10-11), a także Reguła zgromadzenia albo Reguła mesjańska (1QSa). Te dwie postacie kontynuują tradycje prorockie, które ukształtowały się po wygnaniu babilońskim (586 do 538 roku p.n.e.), a także koncepcje teokratyczne tzw. dzieła Kronikarza (por. Za 4,14; 6,12-13; Ne 8,8-9).

## Galeria

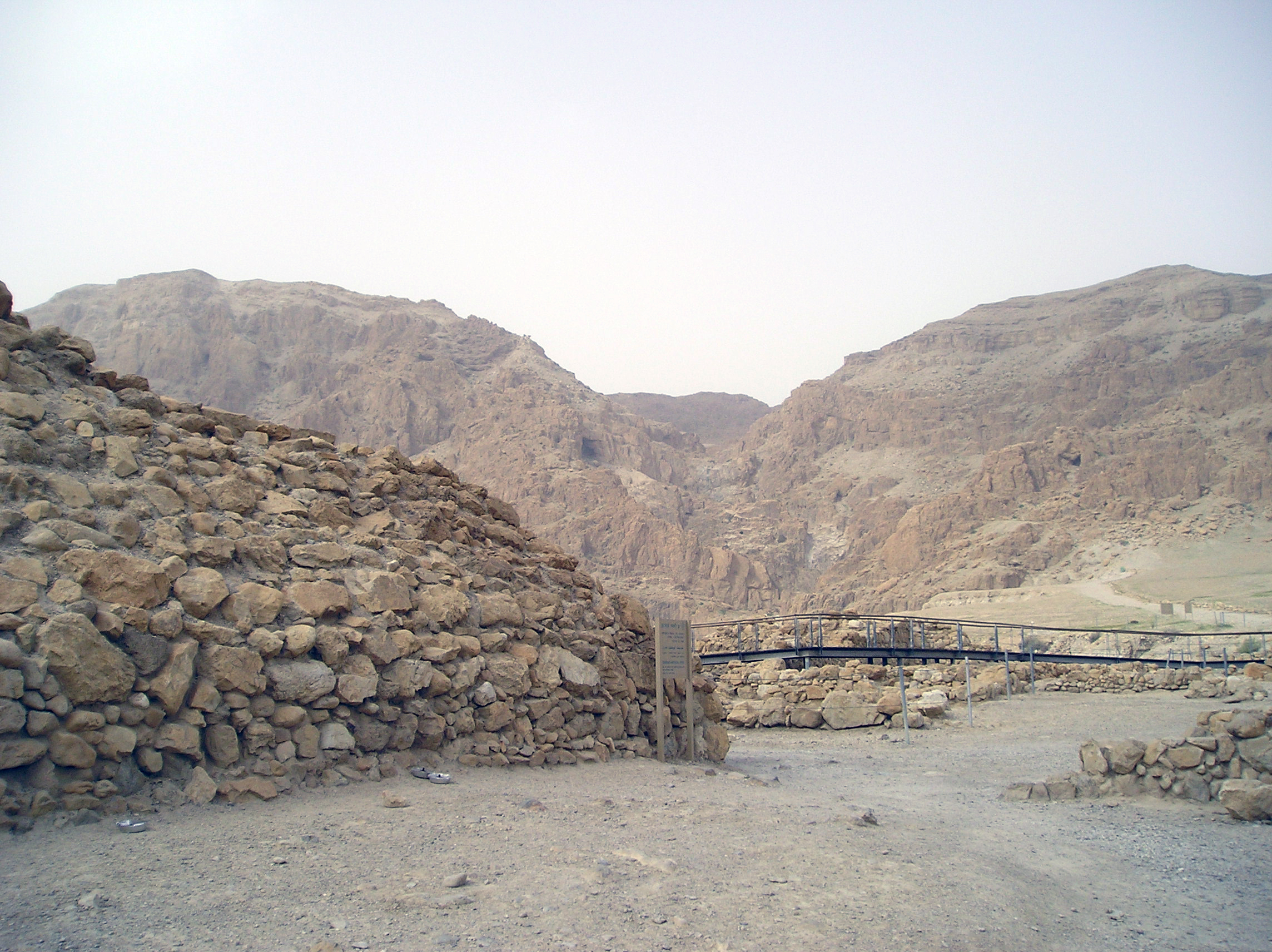
Widok w kierunku Wadi Qumran
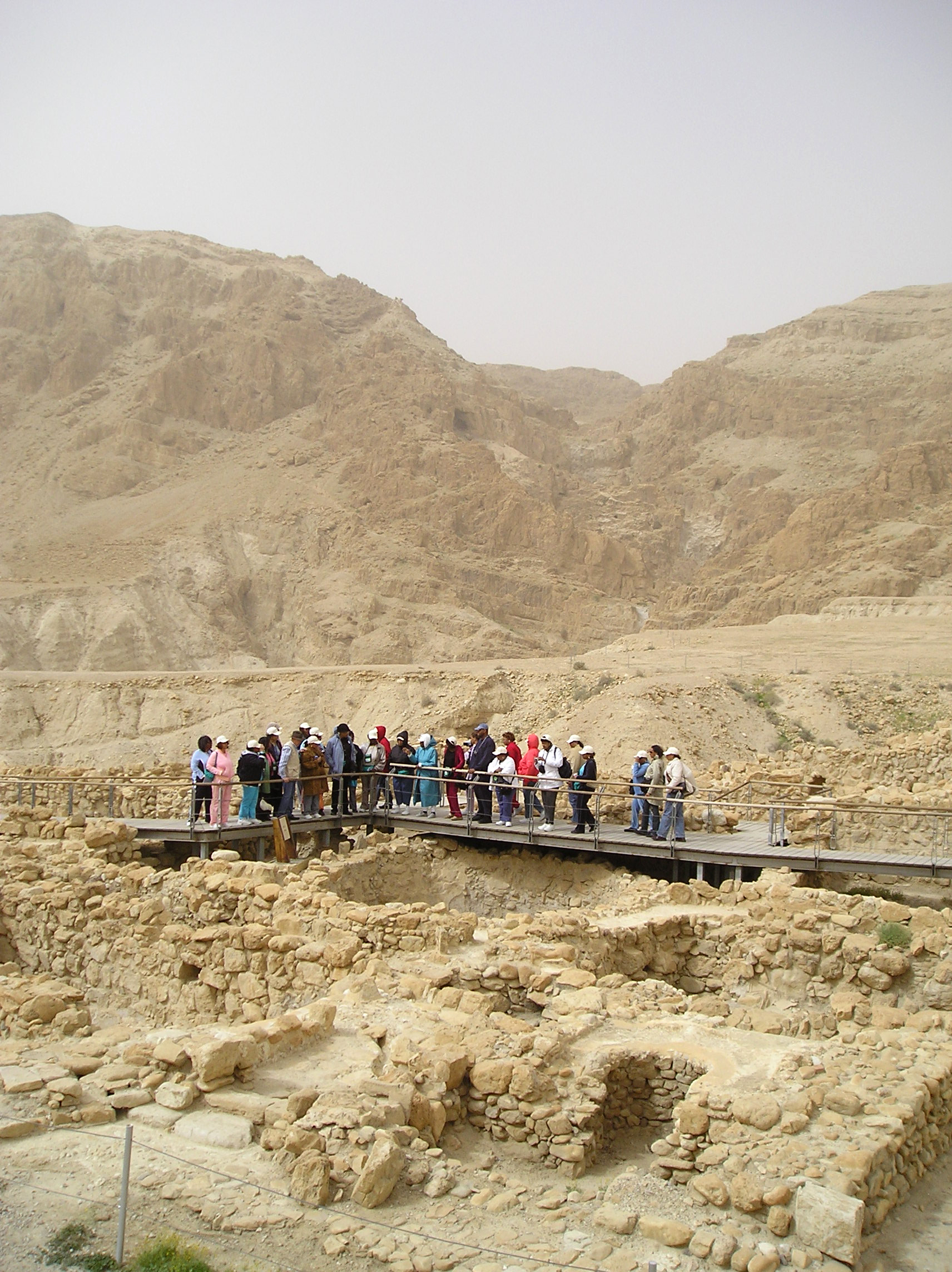
Widok z „wieży” w Khirbet Qumran w kierunku Wadi Qumran
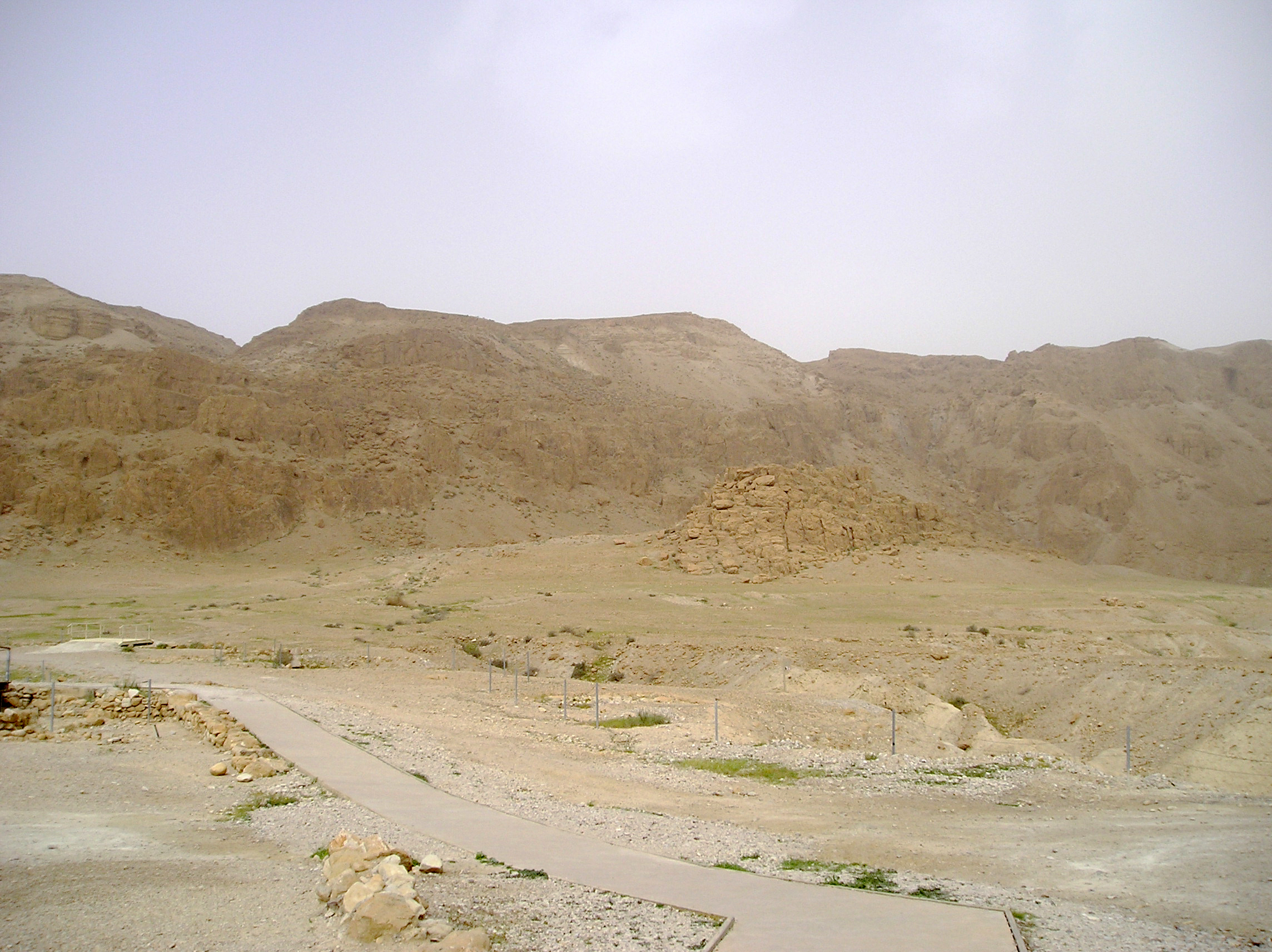
Widok w kierunku zachodnim. Urwiste zbocza rowu tektonicznego. Groty, w których odnaleziono antyczne zwoje (1, 2, 3 i 11)
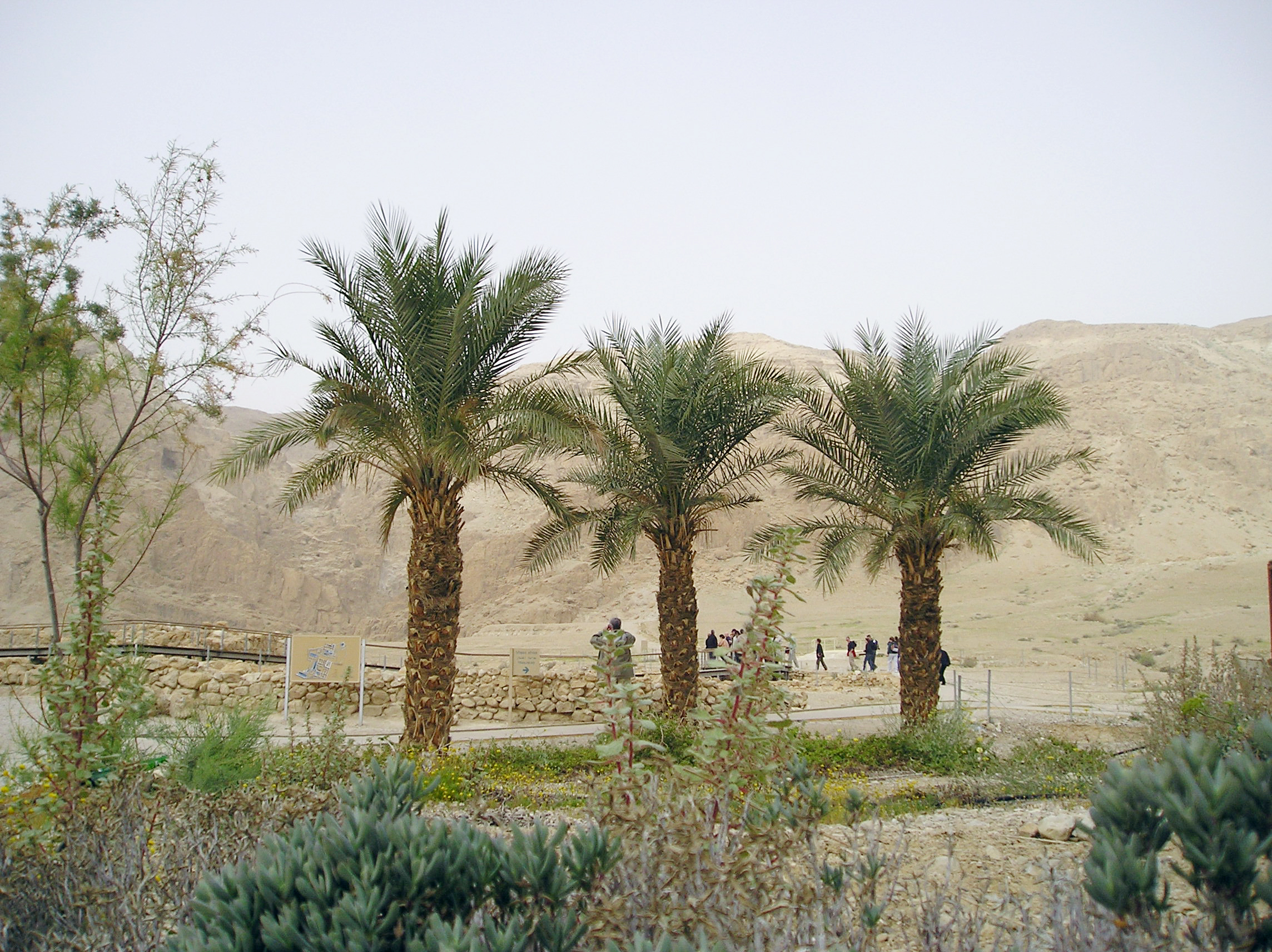
Palmy daktylowe w Khirbet Qumran
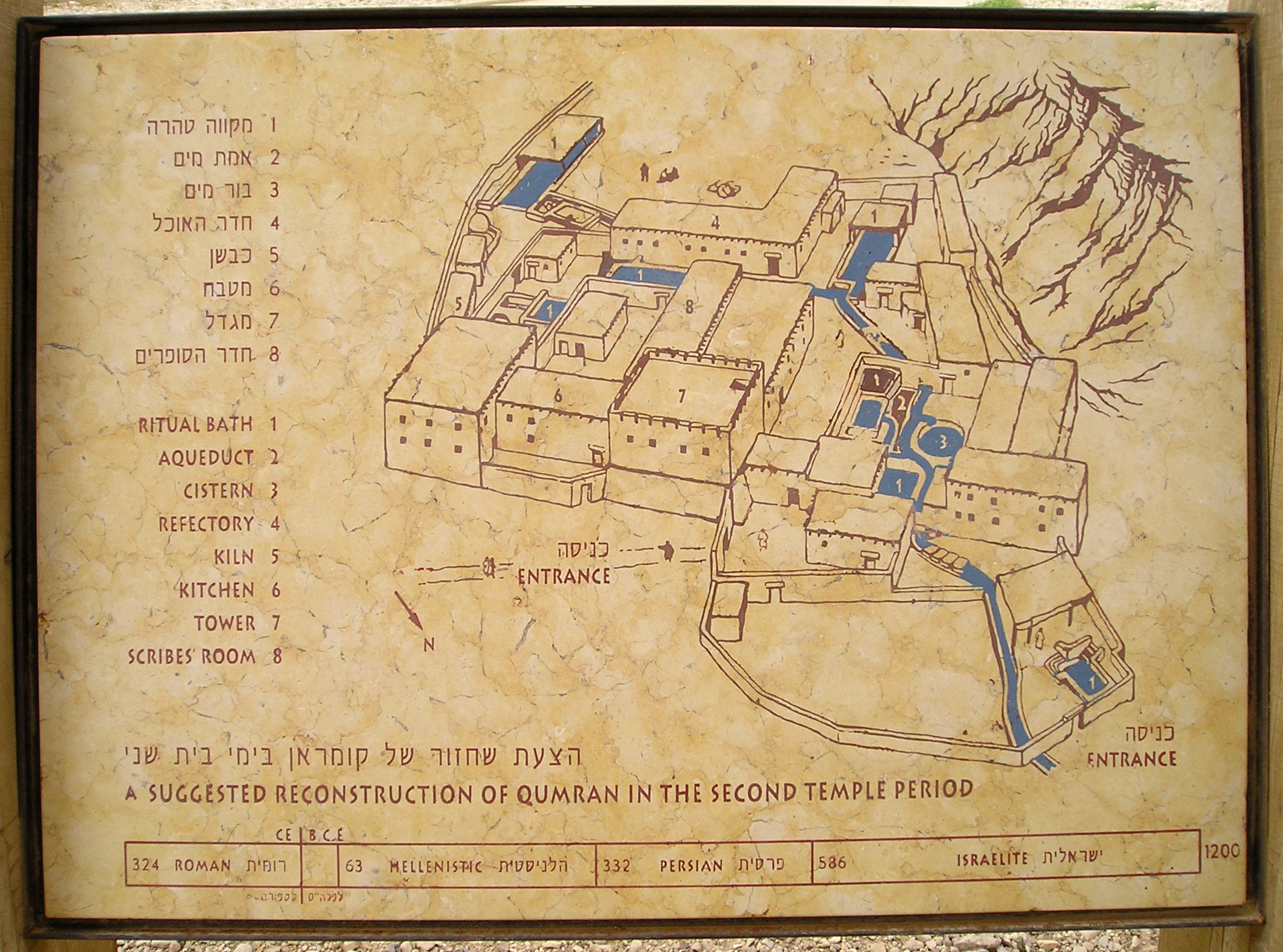
Tablica poglądowa w parku archeologicznym z Khirbet Qumran, przedstawia rekonstrukcję zabudowań z okresu rzymskiego
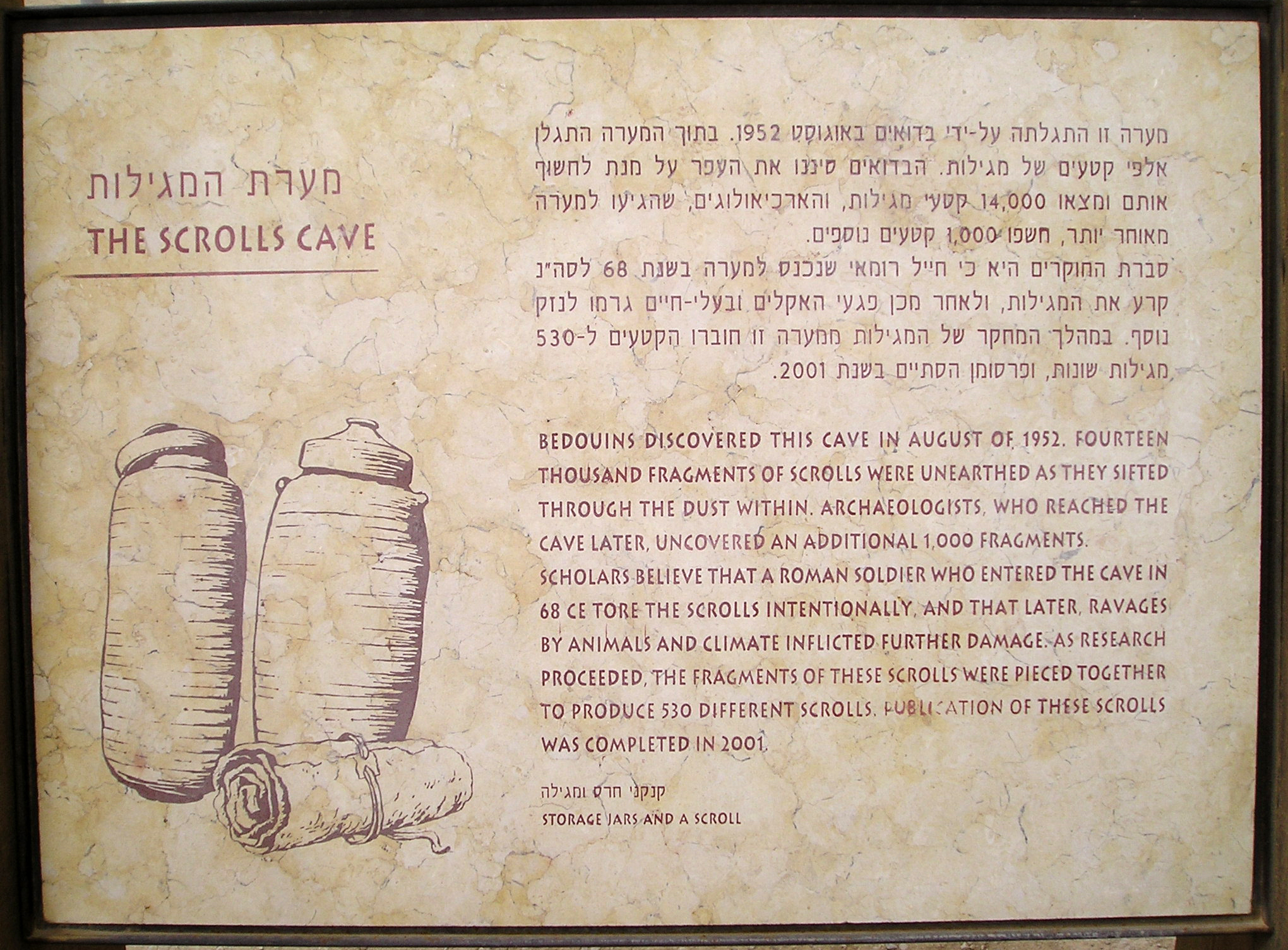
Jedna z tablic poglądowych w parku archeologicznym
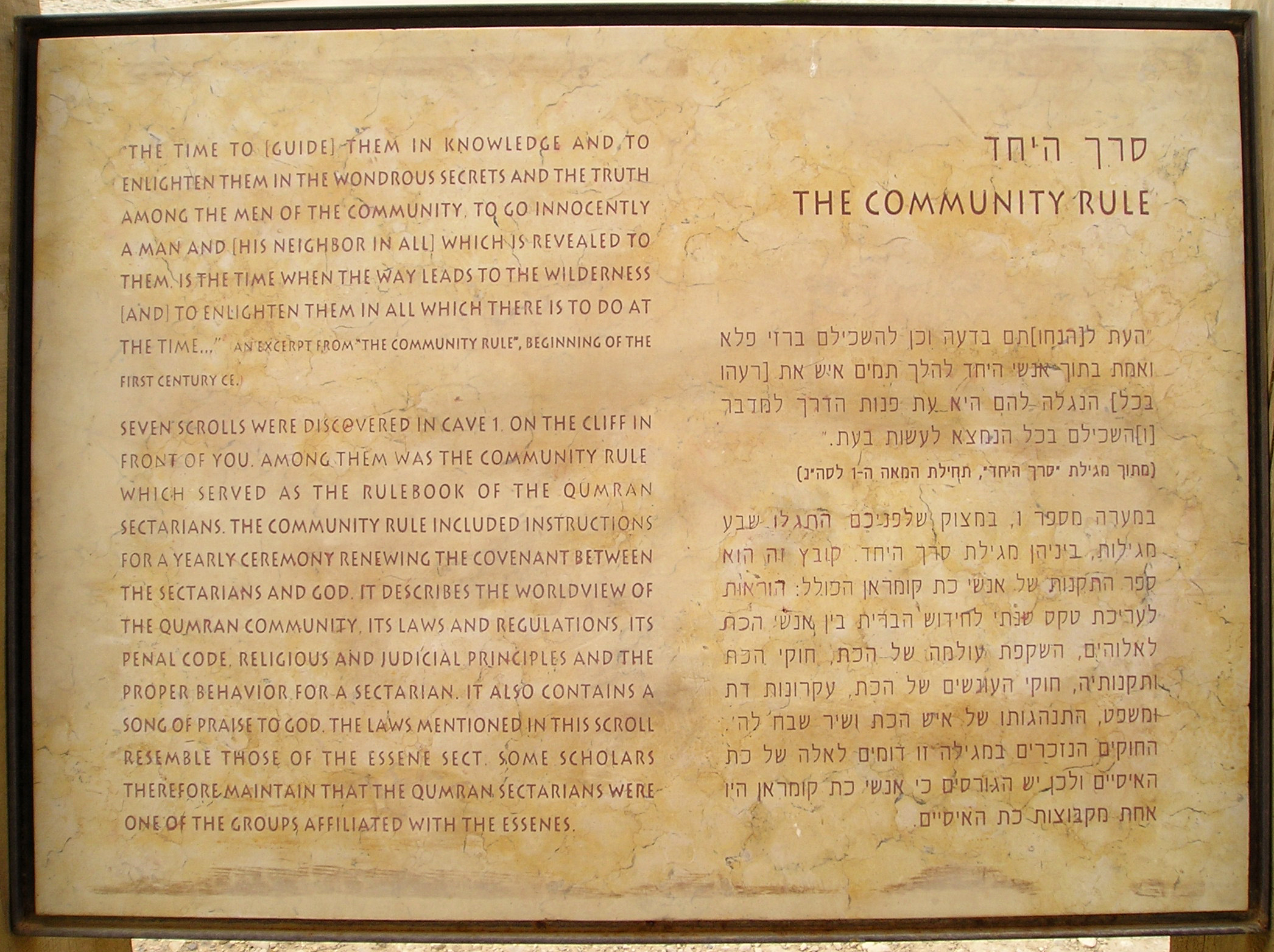
Jedna z tablic poglądowych w parku archeologicznym w Khirbet Qumran
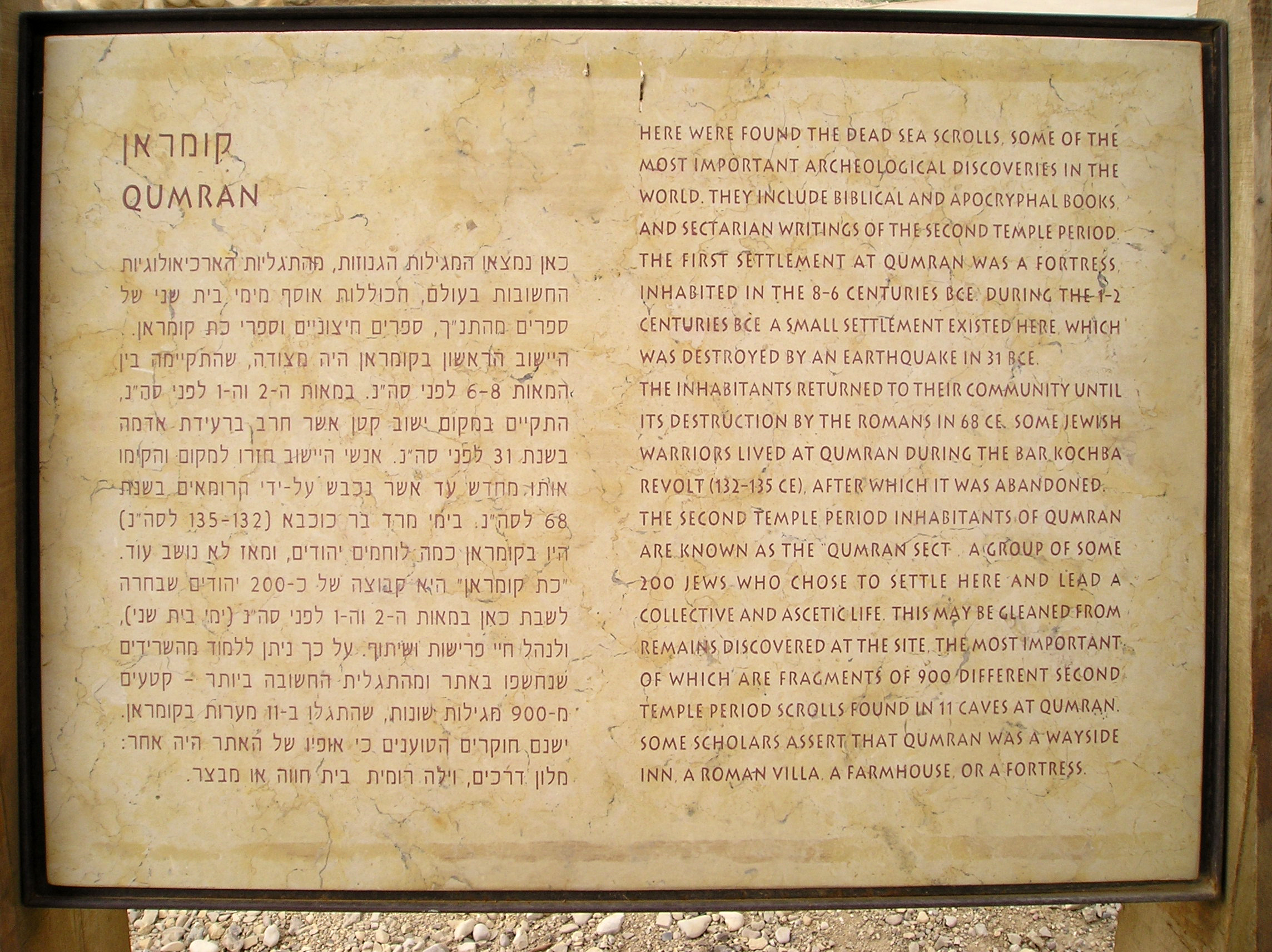
Jedna z tablic poglądowych w parku archeologicznym